# Ayencourt
Ayencourt is een gemeente in het Franse departement Somme (regio Hauts-de-France) en telt 176 inwoners (2005). De plaats maakt deel uit van het arrondissement Montdidier.

## Geografie
De oppervlakte van Ayencourt bedraagt 4,7 km², de bevolkingsdichtheid is 37,4 inwoners per km².
De onderstaande kaart toont de ligging van Ayencourt met de belangrijkste infrastructuur en aangrenzende gemeenten.

## Demografie
Onderstaande figuur toont het verloop van het inwonertal (bron: INSEE-tellingen).